# Назви Кропивницького

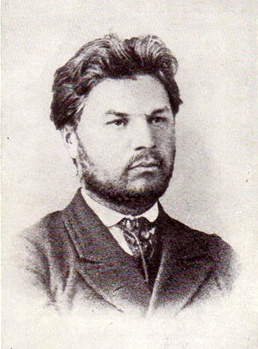
Марко Кропивницький

Протягом своєї історії Кропивницький кілька разів змінював свою назву, що було відбиттям історичних подій. До 1924 року місто називалося Єлисаветградом на честь російської імператриці. Пізніше, за часів СРСР, Кропивницький змінив три назви: Зінов'євськ — на честь російського радянського державного діяча Григорія Зінов'єва (1924—1934); Кірово — на честь Сергія Кірова, члена ЦК ВКП(б), який був убитий у рік перейменування (1934—1939); та Кіровоград — чергова назва була пов'язана з утворенням Кіровоградської області (1939—2016). Свою сучасну назву — на честь Марка Кропивницького — місто отримало у 2016 році в рамках декомунізації.

## Єлисаветград
Поява міста пов'язана з фортецею святої Єлисавети. 24 грудня 1751 року сенат Російської імперії розглянув подання серба Івана Хорвата «Про прийняття в підданство сербів, які бажають оселитися в Росії…». 29 грудня 1751 року сенат видав указ «Про поселення на Російських кордонах Сербів, що приходять». Пунктом 16 указу сенат велів «…сдѣлать земляную крѣпость, которую именовать крѣпостью Святыя Елисаветы…». Зазначений указ цариця Єлизавета підписала 4 січня 1752 року. На підставі сенатського указу генерал-майору Іванові Хорвату 11 січня 1752 року була дана жалувана грамота, а російському генерал-майору Івану Глєбову 3 лютого 1752 року була дана інструкція «Про поселення в Задніпрських місцях сербів та інших народів, що прибули з генерал-майором Хорватом».

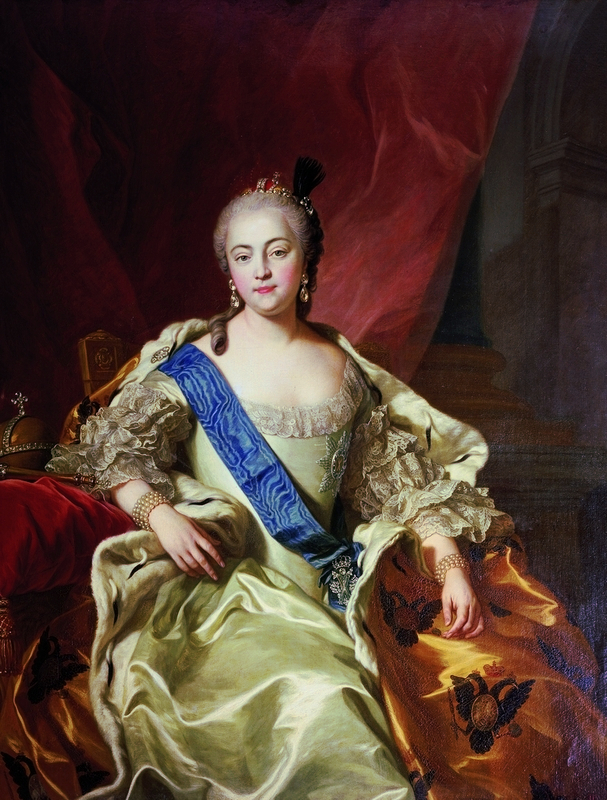
Ш. А. ван Ло. Портрет Єлизавети Петрівни

Відповідно до пропозиції сенату фортеця отримала ім'я святої Єлисавети — покровительки цариці, котра виступала формальною засновницею фортеці. Такий вибір відповідав тогочасним традиціям (фортеця святих Петра і Павла заснована Петром І, фортеця святої Анни — царицею Анною).
Мапу нової фортеці склав прапорщик геодезії Омеляном Гур'євим, курсантами Київських гарнізонних полків сержантом Семеном Леонтьєвим та рядовим Іваном Федоровим. 21 вересня 1752 року карту одержали в Петербурзі. Урочисте закладання фортеці відбулося 18 червня 1754 року.
Поселення (міщанська слобода), навколо якого розвивалося місто, виникло в 1753 році. 18 серпня 1753 року сенат видає указ, яким дозволяє селитись південніше Нової Сербії, включно біля місця, де мала бути зведена фортеця святої Єлисавети. Цей указ фактично поклав початок Слобідському козацькому полку та дав поштовх утворенню міста. Це сталося за рік до початку будівництва. Завдяки цьому біля майбутньої фортеці була достатня кількість переселенців, зокрема «прогресивних», греків, українців (колишніх реєстрових козаків) та старообрядців, яким довелось пожити в підпольській та ханській Україні. На сьогодні зберігся найстаріший будинок на вулиці Харківській датований 1753 роком. Таким чином, фортеці ще не існувало, а поселення біля місця, де вона мала бути побудована, розросталися.
Для купців, що поселились у Міщанській слободі, був конче необхідний магістрат та Магдебурзьке право (для функціонування торгівлі, подорожей за кордон тощо). Згадки про магістрат датовані 1755 роком. Магдебурзьке право, існування магістрату й бургомістра були ознаками, притаманними місту. Вони відрізняли місто від села. Магістрат знаходився на розі вулиць Пашутінської та Преображенської, а першим бургомістром був колишній запорожець Іван Іванченко. На момент появи міста будівництво фортеці було припинене через протест Османської імперії. Після візиту в 1755 році турецького представника, будівництво було відновлене, але велось повільно. Фортеця була повністю добудована вже за часів Катерини II у 1764 році. Перша згадка назви новоствореного міста датується 17 травня 1755 року. Кошовий Григорій Федоров у рапорті гетьману Кирилу Розумовському пише наступне: «кримські мурзи й інші їхні старшини в немалому жалю знаходяться, що в російській імперії роблять нове місто Єлисавет і потім домагання чинитимуть, щоб розорене російською державою турецьке місто Азов, коштом російської ж імперії зроблене було». У подальшому численні згадки назви Єлисавет зустрічаються в документах Коша Нової Січі. «Підрядилися вони у фортеці Святої Єлисавети у бурмістра тамтешнього Івана Іванченка за купленою ним у Польській області в Уманській губернії у тамтешнього жителя хлібний припас для государевого підряду своєю худобою до Єлисавета підняти» — йдеться в одному з рапортів.
У 1757 році в місті, до якого увійшли Грецька та Міщанська слободи, було 149 господарств, з яких більшість — 133 господарства — належали вихідцям з українських територій (колишнім мешканцям Задніпровських сотень Миргородського полку належало 78 господарств, вихідцям «з Польщі» (Правобережної України) — 37, переселенцям із Запоріжжя — 9, з Гетьманщини — 8, зі Слобідської України — 1 господарство). Опис Нової Сербії та Слобідського козацького полку 1764 року підтвердив, що українців була переважна більшість (65,37 %). Назва Єлисавет хоч і не була затверджена офіційно, починає вживатись з кінця 50-х, початку 60-х рр. 18 ст. в офіційних документах Російської імперії. Зокрема в рапорті Катерині II про знищення Запорізької Січі, серб генерал Текелій пише: «Після прибуття мого до корпусу, застав онний у марші не дійшли до Єлисавета, на час зборів його до онного міста…». Після знищення Запорізької Січі та впровадження назви Єлисаветград у 1775 році, все ще паралельно в офіційних документах продовжує вживатись назва Єлисавет. Після офіційного затвердження назви Єлисаветград у 1784 році назва Єлисавет починає виходити з офіційного обігу.  

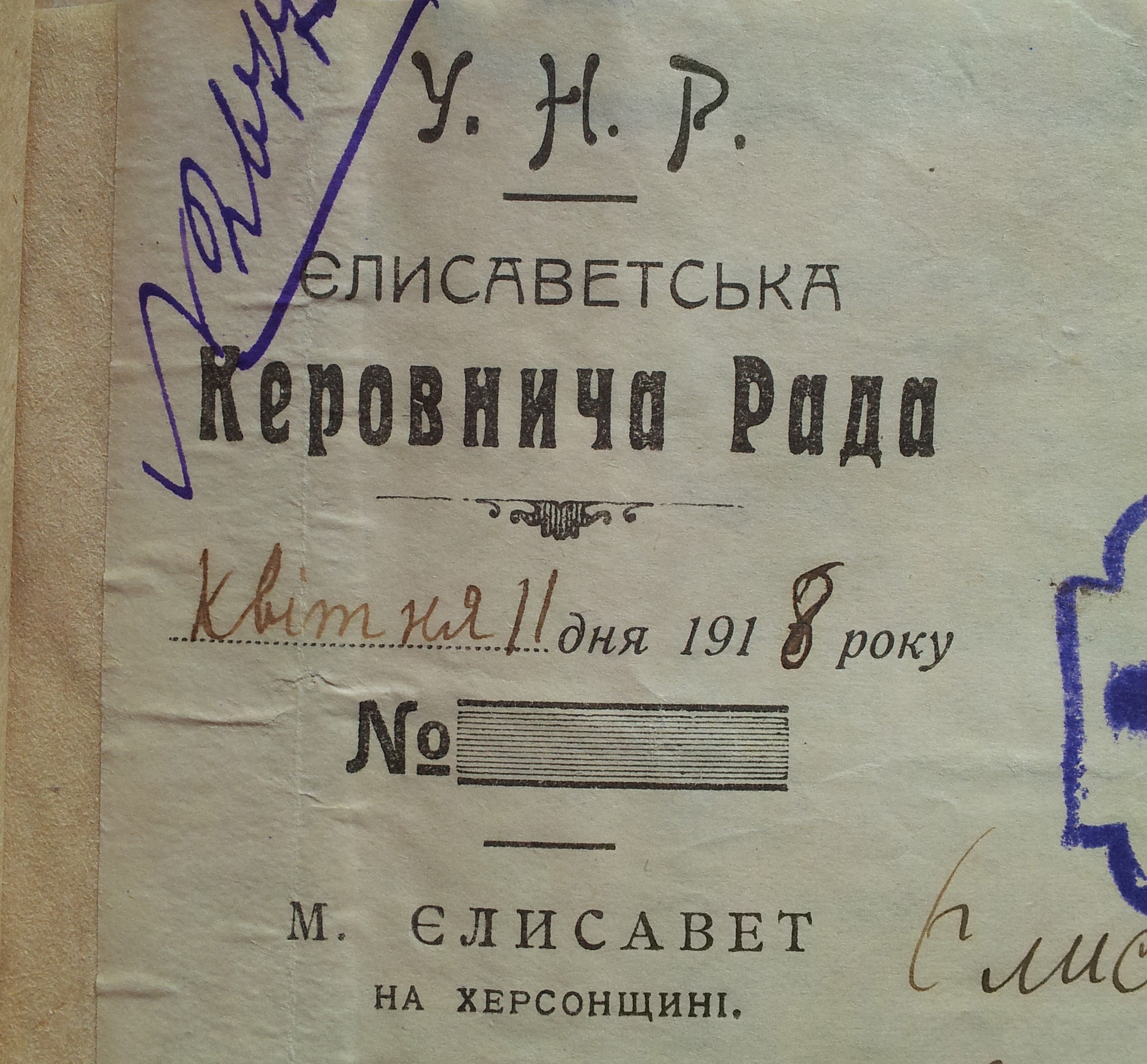
Фрагмент фірмового бланку Єлисаветської Керовничої Ради

Не обійшла назву Єлисавет і народна творчість. «Ой з-під города, з-під Єлисавета сизі орли відлітали» — співається в пісні, яка описує події 1757 року. В різних варіантах пісні згадуються різні назви — Єлисавет, Ялисавет, Лисавет, Лизавет.  
Помилково вважається, що назва Єлисавет — це спрощена назва Єлисаветград за аналогією Санкт-Петербург → Пітер. Назва Пітер почала широко вживатись лише через 100 років після появи назви Санкт-Петербург та через 50 років після появи назви Єлисавет. Назва Єлисаветград з'явилась у 1775 році, тобто через 20 років після появи назви Єлисавет. В 1787-88 рр. (тобто через 3 роки впровадження офіційної назви Єлисаветград) у листуванні Катерини з Потьомкіним назва Єлисавет вживається 31 раз, Єлисаветград — 6 разів, Пітер — жодного (лише Санкт-Петербург або Пітербург).
З появою місцевої української громади, кістяк якої складали: Опанас Михалевич, Євген Чикаленко, брати Тобілевичі (Іван Карпенко-Карий, Микола Садовський і Панас Саксаганський), члени гуртка ідентифікували себе не лише мовою, а й вживанням української назви міста. Характерною ознакою є те, що серед спогадів, листування, інших документальних джерел, які залишили за собою ті мешканці Єлисаветграда, що не вважали себе українцями (Олександр Пашутін — міський голова, який найдовше (27 років) обіймав цю посаду, Андрій Достоєвський — архітектор, рідний брат відомого письменника, Афанасій Фет — російський поет-лірик, Дон-Амінадо — поет та письменник, представник єврейської спільноти та ін.), відсутнє згадування назви Єлисавет. Цей факт підтверджує, що назва Єлисавет вважалась винятково українською.
З утворенням Української Народної Республіки все активніше використовується назва Єлисавет. У 1918 році назва Єлисавет була офіційно затверджена Малою радою УНР Законом про поділ України на землі від 6 березня 1918 року. Нова назва починає витісняти з документообігу назву Єлисаветград, вживається в офіційних документах, на печатках, у пресі.

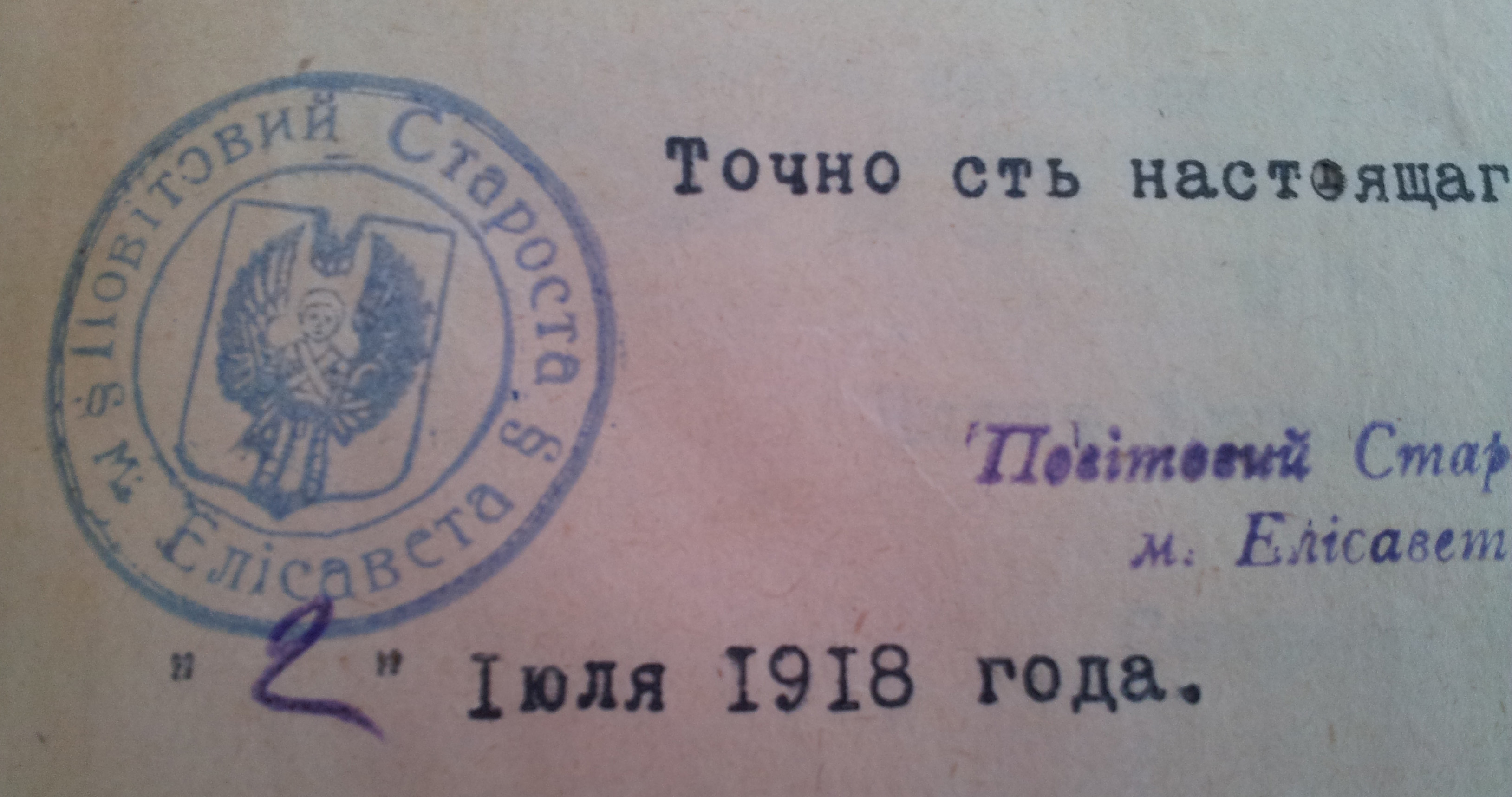
Печатка повітового старости міста Єлисавета

У радянський період назва Єлисавет продовжує вживатись. Особливо популярною назва стала в період постійних перейменувань (Єлизаветград—Зінов'євськ—Кірове—Кіровоград).  
У післявоєнний період через різку зміну складу населення назва Єлисавет перестала вживатись.  
В історіографічній традиції роком виникнення назви Єлисаветград вважається 1775 рік. Назва не була затверджена офіційно, але можна констатувати, що нова назва починає вживатися в офіційних документах після ліквідації Запорізької Січі. Саме тоді Катерина II починає замінювати козацькі топоніми імперськими[джерело?].
Паралельно з наявною назвою Єлисавет в офіційних документах фіксуються дві нові: Єлисаветград та Єлисаветоград (два корені з'єднує літера «о»). Імовірно, що назва Єлисаветоград мала увіковічнити жіноче ім'я Єлисавета. Однак ця назва не прижилась. Прижилась Єлисаветград (без літери «о»), яка є похідною від назви Єлисавет, оскільки вона була більш звичною для мешканців та інших людей, які мали відношення до міста.
За версією кропивницького краєзнавця Костянтина Шляхового назва Єлисаветград виникла природним шляхом як синонім до вислову «Фортеця святої Єлисавети». Корінь «-град» має походження від старослов'янського (градъ) із загальним первісним значенням «обгороджене місце».
Проте в середині XVIII століття в побуті не використовувалась старослов'янська мова. Корінь «-град», який типовий для болгарської топоніміки, не використовувався на території сучасних України та Росії до середини XVIII століття. Натомість були широко розповсюджені назви з додаванням кореня «-город». Зокрема біля новоствореної фортеці св. Єлисавети знаходились Архангелгород (сучасний Новоархангельськ) та Миргород (сучасний Новомиргород). Назва Єлисаветград з'явилась в один період з такими назвами як Константиноград (тепер Красноград), Новоград-Волинський (тепер Звягель), Павлоград, Згадані назви були утворені внаслідок тогочасної традиції давати відповідно до назвотворення «батьківщини православ'я» (балканського назвотворення). Поряд із назвами, які містили грецьку частину «поль», з'явились назви з болгарською частиною «град». Аналогічно до перейменування Єлисавета (або словосполучення город Єлисавет) в Єлисаветград у процесі заміни українських топонімів були перейменовані: Архангелгород на Архангельськ, Городище на Градижск (рос.), Плоскирів на Проскуров (рос.), Орлик на Ольвіополь, Звягель на Новоград-Волинський та ін.
Після анексії Кримського ханства 1783 року фортеця святої Єлисавети втратила стратегічне значення, була роззброєна, а зрештою ліквідована як військова одиниця. 11 січня 1784 року вийшов указ про заснування губернського міста Катеринославля (пізніше Катеринослав), Катеринославського намісництва, повітів та міст. Зазначений указ створював Єлисаветградський повіт та повітове місто «по назві повіту». Саме цей указ вважається офіційним затвердженням назви Єлисаветград. У рескрипті від 10 лютого 1784 року зазначалося, що фортецю «відтепер фортецями не почитати, а залишити їх у якомусь стані, щодо зроблених дотепер в них земляних укріплень, звертаючи їх у внутрішні міста чи посади». Цим указом фортеця разом із форштадтами були приєднані до міста.
З приходом до влади більшовиків в офіційний документообіг повертається назва Єлисаветград, яка поступово змінюється на Єлизаветград. Варто зазначити, що в постанові 1924 року про перейменування на Зінов'євськ зазначена назва Лисаветград, яка вживалася в усній мові.

### Питання про правопис
На сторінках популярної та спеціальної літератури в обігу побутує два варіанти правопису другої назви міста: Єлисаветград і Єлизаветград. Згідно з правописом державної мови Російської імперії, за часів якої було засноване місто, його назва писалася через літеру «с» — Єлисаветград (рос. Елисаветградъ). Однак в документах тих часів часто зустрічається й через літеру «з». Коли 21 вересня 1920 року Раднарком УСРР запровадив українську мову до вживання в державних установах, радянська влада віддала перевагу вживаній формі Єлизаветград. Паралельно з цим у майбутньому Кропивницькому вживалися форми Єлисаветград одночасно з народними варіантами Лизавет, «лизаветградський» (зокрема, нарис уродженця Кропивницького, російського прозаїка та драматурга Павла Гельбаха «Любі мої земляки»).
«Українська радянська енциклопедія» згадувала обидва варіанти правопису первинної назви, однак в огляді історії міста надавала перевагу використанню букви «з» — Єлизаветградська провінція, Єлизаветградський полк.
У сучасному побуті в місті перевага віддається правопису через літеру «с»: друкувалася краєзнавча газета «Єлисавет», існує ТОВ «Єлисаветградська транспортна компанія», цей варіант популяризується низкою місцевих фахівців та аматорів історії та навіть використовується на дорожніх знаках на кшталт вказівника «Фортеця Св. Єлисавети».

## Зінов'євськ

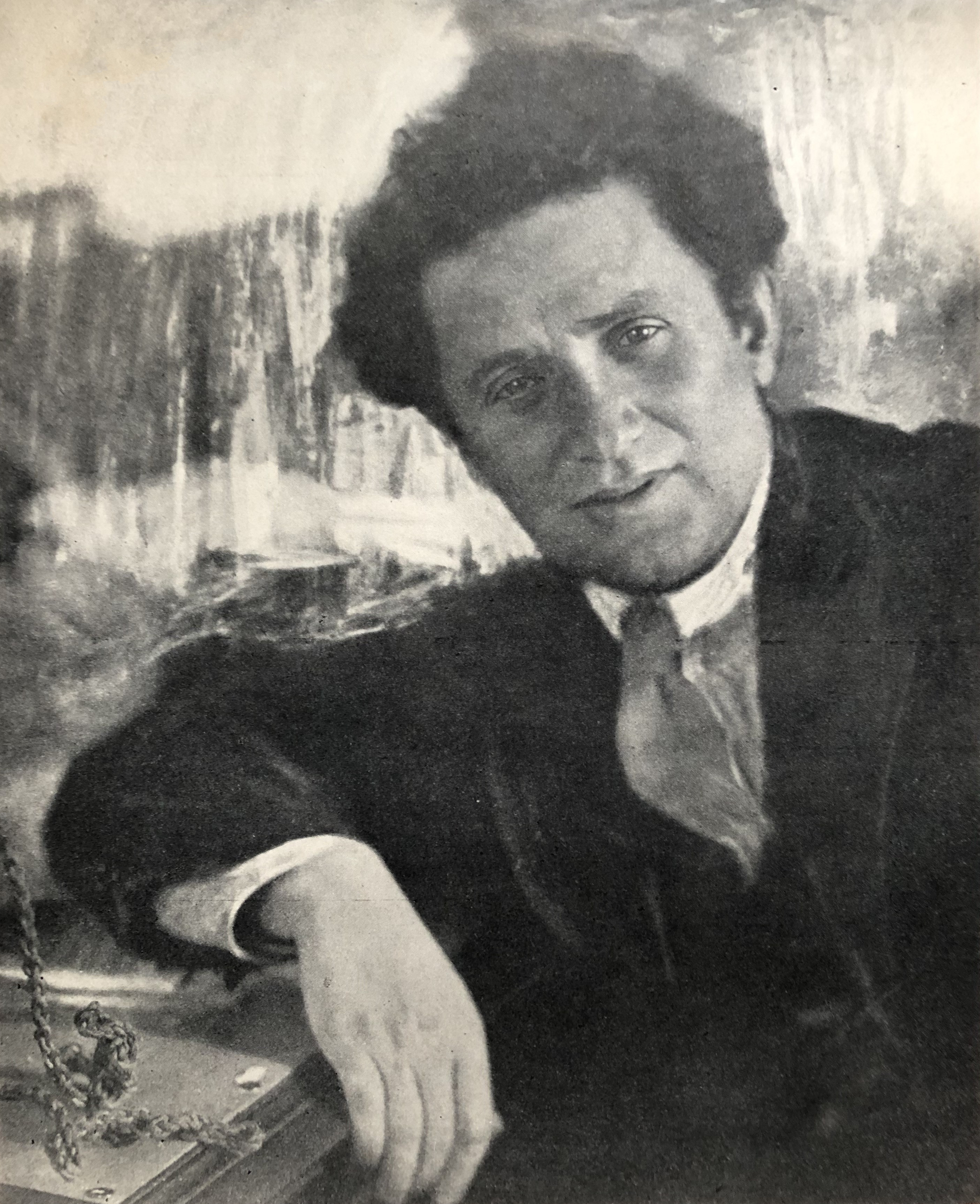
Григорій Зінов'єв

Після встановлення радянської влади в колишній Російській імперії, топоніміка зазнала серйозних змін через невідповідність багатьох (монархічних та релігійних) назв новій ідеології. Не став винятком і Єлисаветград.
Уже на початку 1920-х років керівництво міста не раз порушувало питання про зміну назви. До цього спонукав Ленінський декрет від 12 квітня 1918 року «Про зняття пам'ятників, споруджених на честь царів та їхніх слуг, і вироблення проєктів пам'ятників російської соціалістичної революції».
Поштовхом для перейменування Єлисаветграда стала зміна назви Петроград на Ленінград. На VIII партійній конференції 23 квітня делегат Амосов заявив, що «Єлисаветград давно проєктувався партійними й радянськими органами до перейменування в революційну назву». На цьому ж засіданні розглянули можливі назви міста. Робітник «Червоної зірки» пропонував наректи місто Ілліч, інший делегат — Троцьк. Від колективу заводу «Червона зірка» надходила пропозиція назвати місто Ленінськом. Однак на голосування виносилося дві назви: Зінов'ївськ і Левград (на честь вихідця з Бобринеччини Льва Троцького (Бронштейна)). 11 червня 1924 року міська комісія з перейменування приймає рішення назвати місто Зінов'євськ на честь російського радянського державного діяча Григорія Зінов'єва (справжнє ім'я Овсій-Гершен Ааро́нович Радоми́сльський), на той час члена Політбюро ЦК ВКП(б) та голови Виконкому Комінтерну, який народився у Єлисаветграді 11 (23) вересня 1883 року.
7 серпня 1924 року назва Зінов'євськ була затверджена Всеукраїнським центральним комітетом УРСР. 5 вересня 1924 року назва Зінов'євськ була затверджена Центральним виконавчим комітетом СРСР.

## «Доба Кірова»

Пам'ятник С. М. Кірову у м. Кіровоград, установлений 1937 р.; фото 1948 р. (скульптор М. Г. Манізер)

Після резонансного вбивства 1 грудня 1934 року секретаря Оргбюро та члена Політбюро ЦК ВКП(б) Сергія Кірова (Кострикова) 27 грудня 1934 року було прийнято постанову про перейменування Зінов'євська на місто Кірово.
- По-перше, Григорій Зінов'єв, на честь якого місто називалося раніше, був заарештований у грудні 1934 р. за звинуваченням у підготовці та здійсненні замаху саме на С. М. Кірова, за що був згодом розстріляний.
- По-друге, це було зумовлено хвилею аналогічних перейменувань на всій території тодішнього СРСР (2 Кірови у РРФСР: центр однойменної області та містечко в Калузькій області; Кіровабад в АзРСР; Кіровакан у Вірменській РСР; Кіровград у РРФСР; Кірове в Донецькій області УРСР; Кірове в УзРСР; Кірово-Чепецьк у РРФСР; 7 Кіровськів у різних республіках і ціла низка селищ із назвами типу Кіровський, Кіровське в усьому СРСР).

З 10 січня 1939 року місто отримало назву Кіровоград. Чергове перейменування було пов'язане з утворенням Кіровоградської області.

## Спроби перейменування
Перші спроби перейменувань, які не закінчились успіхом, датовані 1928 роком. З посиленням внутрішньої партійної боротьби, президія Зінов'євського окружного виконкому ухвалила рішення про порушення перед ВУЦВК клопотання відносно чергового перейменування міста та округу. Та ідея назвати Зінов'євськ Дзержинськом не знайшла підтримки.
На початку німецької окупації у 1941 році українські націоналісти пропонували німецькій окупаційній владі назвати місто Тобілевичі на честь родини видатних українських діячів театральної культури, братів Тобілевичів — Івана Карпенка-Карого, Миколи Садовського та Панаса Саксаганського. Про це йшлося в статті на шпальтах місцевої газети «Український голос». Однак цей варіант не був підтриманий окупаційною владою.
З 1989 р. громадськість Кіровограда періодично зверталася до теми перейменування заідеологізованих радянських назв, головним пунктом якої є зміна назви міста. 15 серпня 1990 року при виконкомі Кіровоградської обласної ради була створена топонімічна комісія щодо заміни комуністичних назв на карті області. Протягом наступних десятиліть у місцевих ЗМІ пропонувалася низка назв, зокрема назви пов'язані із:
1. Географічним розташуванням міста: Інгульськ, запропонована Юрієм Матівосом у 1990 р., Інгулоград, Золоте Поле, запропонована Миколою Смоленчуком, Златопіль, запропонована Григорієм Клочеком[40][41], Златопілля, Великий Златопіль, Степоград;
2. Історичною минувшиною:
  - Слов'янопіль; Скіфопіль[42], запропонована істориком Сергієм Плачиндою;
  - Бугогардівськ або Новий Ґард — від поселення запорізьких козаків на Південному Бузі та Бугоґардівської паланки, на території якої розташовувалася фортеця св. Єлисавети;
  - Лелеківськ, Великі Лелеки — від назви зимівника й нинішнього передмістя Кіровограда;
  - Новокозачин[43], від назви Новослобідського козацького полку, центр якого був у фортеці св. Єлисавети — запропонована краєзнавцем Юрієм Матівосом;
  - Кучмань — від назви чумацького шляху, що проходив територією області;
  - Екзампей — сакральне місце Великої Скіфії, яке, за переказами Геродота, розміщувалось саме на території сучасної Кіровоградської області — запропонована головою Кіровоградської обласної організації «Молодий Народний Рух» Дмитром Сінченком[44][45];
3. Видатними особами, які проживали в місті: Тобілевичі, Кропивницький, Винниченківськ);
4. Умовно-позитивні: Долеград, Доброград, Перлинодар, Благомир та інші[46].

25 червня 1992 року за зверненням ініціативної групи з вимогою повернути назву часів Російської імперії, Єлисаветград, на спільній сесії депутатів Кіровоградської міської ради, Ленінської та Кіровської районних рад Кіровограда було розглянуте питання «Про перейменування міста». 29 червня 1992 року на сесії відбулось голосування внаслідок якого жодного рішення щодо перейменування Кіровограда прийнято не було. За перейменування міста на Єлисаветград віддали свої голоси лише 28 депутатів зі 160 присутніх, тобто 17,5 %. За компромісне рішення відкласти питання до з'ясування громадської думки проголосувало 78 депутатів при необхідних 80.
16 квітня 2000 року, разом із Всеукраїнським референдумом було вирішено провести місцевий референдум. У ньому взяли участь тільки ті громадяни, що мали кіровоградську прописку. Їм було запропоновано визначитися: залишити місту чинну назву — Кіровоград, підтримати пропозиції щодо присвоєння обласному центру іншої назви або підтримати пропозиції про повернення місту старої назви — Єлисаветград. До списків було внесено 205 338 жителів міста — взяли участь у місцевому референдумі 119591, тобто 58,24 %. Замість одного бюлетеня з декількома запитаннями у референдумі бюлетенів було три. Кожен, хто голосував, міг відповісти «Так» відразу на 3 запитання. 70,88 % учасників місцевого референдуму проголосували за те, щоб залишити назву Кіровоград, 34,39 % — за те, щоб змінити назву на нову (Златопіль, Інгульськ, Степоград та ін.), 32,76 % — за те, щоб перейменувати на Єлисаветград.
22 жовтня 2008 року депутати Кіровоградської міської ради проголосували за проведення нового референдуму щодо повернення місту однієї з історичних назв — Єлисаветград (остаточний варіант правопису назви міста, як і те, чи будуть запропоновані інші варіанти його нової назви, мала вирішити Топонімічна комісія при міськраді). Провести референдум було заплановано одночасно з достроковими парламентськими виборами, однак оскільки рішення про проведення дочасних парламентських виборів ухвалено не було, то і референдум не відбувся.
Прийнятий 9 квітня 2015 року Закон «Про засудження комуністичного та націонал-соціалістичного (нацистського) тоталітарних режимів та заборону пропаганди їхньої символіки» зобов'язав змінити назву Кіровоград. Перед тим, як перейменувати місто, в Кіровограді зібрали Всеукраїнську науково-практичну конференцію «Перейменувальні процеси в топоніміці як ціннісний вибір», де експерти могли самі пропонували власні варіанти назви міста. 27 серпня 2015 року відбулись громадські слухання, які не виявили варіанту назви, яка б мала підтримку більшості присутніх на слуханнях. У день проведення місцевих виборів 25 жовтня 2015 року на виборчих дільницях або на вулиці біля них відбулось громадське опитування щодо нової назви міста, хоча Законом проведення опитування не було передбачене. Опитування не було таємним, одна людина могла проголосувати необмежену кількість разів, був відсутній контроль за використанням бюлетенів та підрахунком голосів, крім того, опитування проігнорувала значна частина виборців, які відвідали дільницю. За 7 варіантів назв, які були в бюлетені, голоси розподілились наступним чином:
- Єлисаветград — 35153
- Інгульськ — 4302
- Златопіль — 3509
- Кропивницький — 1281
- Благомир — 708
- Ексампей — 624
- Козацький — 286.

Кількість громадян, які взяли участь у опитуванні — 48 983. Кількість опитувальних листків, визнаних недійсними — 3120. Загальна кількість голосів громадян, поданих за варіанти назви міста — 45 863.
28 жовтня 2015 року на сесії Кіровоградської міськради відбулось голосування за направлення пропозиції міськради до Верховної Ради щодо назви міста. За направлення до ВР назви Єлисаветград, яка лідирувала в громадському опитуванні, проголосували 35 депутатів при необхідних 38. 41 депутат проголосував за направлення до ВР результатів громадських слухань 27 серпня 2015 року (проведення яких вимагалось Законом) та результатів громадського опитування 25 жовтня 2015 року (проведення якого не було передбачено Законом). Відповідно, Верховна Рада України отримала сім варіантів назв на вибір.
Після тривалих дискусій у профільному Комітеті Верховної Ради, 14 липня 2016 року Верховною Радою України було ухвалено постанову про перейменування міста Кіровоград на Кропивницький. За таку постанову проголосували 230 народних депутатів України.

## Виноски
1. ↑  Полное собрание законов Российской Империи. Собрание Первое. Том 13 (ПСЗРИ-1|9919|XIII:1749-1752 роки). Именной, даный Сенату «О принятии в подданство Сербов, желающих поселиться в России…» (рос.). с. 552—558.
2. ↑  Полное собрание законов Российской Империи. Собрание Первое. Том 13 (ПСЗРИ-1|9921|XIII: 1749—1752 гг.). Сенатский вследствие именного «О поселении на Российских границах приходящих Сербов» (рос.). с. 570—577.
3. ↑  на доповіді Сената «Генваря 4 дня 1752 года подписано Ея императорского Величества рукою тако: быть по сему, а данную генерал майору Глебову инструкцию велено оной крепости учинить наперед план и для рассмотрения прислать в военную коллегию». Центральний державний військово-історичний архів Росії Ф.349, інв.№ 9, спр.1445, стор.2-4
4. ↑  Жалованная Грамота Генералъ-Маіору Ивану Хорвату «Объ учрежденіи двухъ гусарскихъ и двухъ пандурскихъ полковъ, о дачѣ имъ земель, жалованья, привиллегіи и правъ, о именованіи новозаселенной ими страны Новою Сербіею, а сдѣланнаго тамъ укрѣпленія крѣпостью Святыя Елисаветы». {{ПСЗРИ-1|9924|XIII: 1749-1752 гг.|581–585|link = [[Файл:Полное собрание законов Российской Империи. Собрание Первое. Том 13.djvu?page=582}}]] (рос.)
5. ↑  Полное собрание законов Российской Империи. Собрание Первое. Том 13. Инструкция артилерии генерал-майору Глебову «О поселении в Заднепрских местах прибывших с генерал-майором Хорватом сербов и других народов» (рос.). ПСЗРИ-1|9935|XIII: 1749—1752. с. 598—605.
6. ↑  Матівос Ю. М. Місто на сивому Інгулі. — Історико-публіцистичний нарис. — Кіровоград. ТОВ «Діаграма», 2004 р. — c. 26
7. 1 2  Матівос Ю. М. Місто на сивому Інгулі. — Історико-публіцистичний нарис. — Кіровоград. ТОВ «Діаграма», 2004 р. — c. 27
8. ↑  ДІДИК С. С. НОВОСЛОБІДСЬКИЙ КОЗАЦЬКИЙ ПОЛК (1753—1764 рр.): дис. я. канд. іст. наук: 07.00.01 / Дідик Сергій Сергійович ; Запорізький національний ун-т. Запоріжжя, 2009. [Архівовано 30 вересня 2015 у Wayback Machine.] С.50
9. ↑  Матівос Ю. М. Місто на сивому Інгулі. — Історико-публіцистичний нарис. — Кіровоград. ТОВ «Діаграма», 2004 р. — c. 37
10. ↑  Пашутин А. Н., Исторический очерк г. Елисаветграда / А. Н. Пашутин. — Елисаветград: Лито-типография Кр. Шполинских, 1897[недоступне посилання з квітня 2019]. — с.27-28
11. ↑  Матівос Ю. М. Місто на сивому Інгулі. — Історико-публіцистичний нарис. — Кіровоград. ТОВ «Діаграма», 2004 р. — c. 72
12. ↑  К.В.Шляховий. До історії найменування перейменування міста Єлисаветграда. Архів оригіналу за 15 квітня 2014.
13. ↑  Матівос Ю. М. Місто на сивому Інгулі. — Історико-публіцистичний нарис. — Кіровоград. ТОВ «Діаграма», 2004 р. — c. 73
14. ↑  А. Скальковский. Секретная переписка Коша Запорожского (1734—1763 г.) // Киевская старина, № 2. 1886, с.334
15. ↑  Архів Коша Нової Запорозької Січі. 1734—1775: Том 1.корпус документів / ред. кол. П. С. Сохань [та ін.] ; Центр. держ. істор. арх. України, НАН України, Ін-т укр. археографії таджерелознавства ім. М. С. Грушевського. — К. : [б. и.], 1998, с.382
16. ↑  ДІДИК С. С. НОВОСЛОБІДСЬКИЙ КОЗАЦЬКИЙ ПОЛК (1753—1764 рр.): дис. я. канд. іст. наук: 07.00.01 / Дідик Сергій Сергійович ; Запорізький національний ун-т. Запоріжжя, 2009. [Архівовано 30 вересня 2015 у Wayback Machine.] С.152
17. ↑  Кабузан В. М. Заселение Новороссии в XVII—XIX в. (Екатеринославская и Херсонская губернии в 1719—1858 гг.). — М., 1976, с.257
18. ↑  Записки Одесскаго общества исторіи и древностей. Том 3, Донесеніе генералъ-поручика Текелія, Гавріилъ, Одесса, 1853, с.587
19. ↑  Посунько О. М. «Такова Россия для бродяг…» (взаємовідносини запорозького козацтва з сербськими колоністами у середині XVIII ст. у контексті урядової політики) Січеславський альманах: Збірник наукових праць з історії українського козацтва/ Національна Академія наук України, Інститут історії. — Дніпропетровськ: Вид-во НГУ, 2005. — Вип.1.  с. 156
20. ↑  Екатерина II и Г. А. Потемкин. Личная переписка (1769—1791)  Издание подготовил B.C. Лопатин  М., «Наука» 1997
21. ↑  Н.Бракер. [Архівовано 27 вересня 2015 у Wayback Machine.] Микола Федорович Федоровський. Перший український діяч м. Єлисавету. Опубліковано: За сто літ. Матеріяли з громадського і літературного життя України XIX і початків XX століття / Під ред. М. Грушевського. — К.: Держвидав України, 1928. — Кн. 3. — с. 46-49 [Архівовано 27 вересня 2015 у Wayback Machine.]
22. 1 2 3 4  Від Єлисаветграда до Кіровограда, Лариса Пасічник, Газета «Вечірня газета», 28 грудня 2012 р., № 1 (1293), ст.12 [Архівовано 25 вересня 2015 у Wayback Machine.]
23. ↑  Максим Сінченко. Козацьке місто Єлисавет. газета «День», №177, 30 вересня 2015. Архів оригіналу за 21 листопада 2015.
24. ↑  За часів Грушевського і Винниченка наше місто називалося Єлисавет. Завірено круголою печаткою. — Володимир Босько — газета «Народне слово», № 126, — 1992 р.
25. ↑  Пашутин А. Н. Исторический очерк г. Елисаветграда / А. Н. Пашутин. — Елисаветград: Лито-типография Кр. Шполинских, 1897. [Архівовано 30 жовтня 2015 у Wayback Machine.] — с.262
26. ↑  Шляховий, Костянтин. ІСТОРИЧНЕ ЗНАЧЕННЯ ІМЕНІ ЄЛИСАВЕТИ ДЛЯ НАШОГО МІСТА. Архів оригіналу за 23 вересня 2015.
27. ↑  Об учреждении Губернского города в Екатеринославском Наместничестве, под названием Екатеринославля, и о составлении сего Наместничества из 15 уездов [[[Файл:Полное собрание законов Российской Империи. Собрание Первое. Том 22.djvu?page=12]] Указ № 15.910] // Полное собрание законов Российской империи, с 1649 года. Собрание Первое. Том XXII: 1784-1788 гг. — Санкт-Петербург — 1830 — С. 11-12. (рос.)
28. ↑  А. Н. Пашутин Учреждение г. Елисаветграда и те губернии, в состав которых он разновременно входил [Архівовано 9 листопада 2012 у Wayback Machine.] (рос.)
29. ↑  О устройстве новых укреплений по границам Екатеринославской губернии {{ПСЗРИ-1|15.929|XXII: 1784-1788 гг.|21-22|link = [[Файл:Полное собрание законов Российской Империи. Собрание Первое. Том 22.djvu?page=22}}]] (рос.)
30. ↑  Стаття про Кіровоград у УРЕ. Архів оригіналу за 28 лютого 2014. Процитовано 26 червня 2012.
31. 1 2 3  Постанова ВУЦВК від 7.08.1924 року «Про перейменування м. Лисаветграду в м. Зінов'євськ і Лисаветградської округи в Зінов'євську округу»
32. ↑  «Ой, з-під города, з-під Лизавета сизі орли вилітали» // Єлисавет — 1992. — № 2 (27 травня)
33. ↑  Єлисаветградська транспортна компанія. Архів оригіналу за 9 березня 2016. Процитовано 7 липня 2012.
34. 1 2 3  Матівос Ю. М. Місто на сивому Інгулі. — Історико-публіцистичний нарис. — Кіровоград. ТОВ «Діаграма», 2004 р. — с.60
35. ↑  Матівос Ю. М. Місто на сивому Інгулі. — Історико-публіцистичний нарис. — Кіровоград. ТОВ «Діаграма», 2004 р. — с.61
36. ↑  П.1 Постанови ЦВК СРСР від 27.12.1934 року «Об утверждении решений организаций УССР о переименованиях для увековечивания памяти т. Кирова С. М.» (рос.)
37. ↑  Ст.2 Указу Президії Верховної Ради СРСР від 10.01.1939 року «Про утворення Сумської, Кіровоградської та Запорізької областей у складі Української РСР»
38. ↑  Шляховой К. В. «Именно в 1941 году впервые возникло предложение назвать Кировоград Тобилевичами, о чем писалось тогда на страницах газеты „Украинский голос“.». Архів оригіналу за 26 червня 2009. Процитовано 17 липня 2012.
39. ↑  «Народне Слово» від 24 вересня 1991 року, розділ «листи читачів»
40. ↑  «Народне Слово» від 27 листопада 2001 року, стаття Григорія Клочека
41. ↑  Попри те, що таке місто вже існувало і нині входить до складу Новомиргорода; мешканці досі використовують у побуті топонім Златопіль, відповідно себе ідентифікуючи.
42. ↑  Сергій Плачинда Єлисаветград чи Скіфопіль?. Архів оригіналу за 6 жовтня 2008. Процитовано 7 липня 2012.
43. ↑  Чи буде на мапі України місто Новокозачин?
44. ↑  На карте Украины могут появиться Сичеслав и Елисаветград [Архівовано 29 липня 2015 у Wayback Machine.] (рос.)
45. ↑  Елисаветград, Ескампей или Златополь — Кировоград хотят переименовать [Архівовано 25 вересня 2015 у Wayback Machine.] (рос.)
46. ↑  Максим Сінченко. Перейменування Кіровограда 1989—2015: Коли скінчиться «серіал»? газета «День», № 202, 6 листопада 2015. Архів оригіналу за 21 січня 2016.
47. ↑  Звернення до Кіровоградської міської ради народних депутатів, газета "Народне слово" №76 (346) від 20 червня 1992 р.
48. ↑  Рішення усе ще дозріває, газета «Народне слово» № 81 (351) від 2 липня 1992 р.
49. ↑  Цей жаркий червень або у кого ж виявилось більше логіки, Сергій Шевченко, газета «Кіровоградська правда» від 3 липня 1992 р.
50. ↑  Вечірня газета: п'ятниця, 18 квітня 2000 року. № 30 (627)
51. ↑  Кіровограду — бути, газета «Кіровоградська правда» № 45 (20357) від 20 квітня 2000 р.
52. ↑  Кіровоград збираються перейменувати на Єлисаветград. Архів оригіналу за 27 вересня 2015. Процитовано 5 серпня 2015.
53. ↑  Віктор Брехуненко. Моє ім’я — моя доля,  Український тиждень, 17 вересня 2015. Архів оригіналу за 27 січня 2016.
54. ↑  Історія про те, як Кіровоградщина позбулася радянського минулого - kropyvnytskyi-yes.com.ua (укр.). 16 грудня 2022. Процитовано 16 грудня 2022.
55. ↑  Громадські слухання про перейменування Кіровограда: як це було (ФОТО, ВІДЕО) - Точка доступу. Точка доступу (укр.). Архів оригіналу за 22 січня 2016. Процитовано 1 листопада 2015.
56. ↑  Світлана Орел. Місто, яке не може знайти своє ім’я, Український тиждень, 11 грудня 2015. Архів оригіналу за 14 грудня 2015.
57. ↑  Член виконкому Кіровоградської міськради: Громадське опитування – це «фількина грамота»!. persha.kr.ua. Архів оригіналу за 5 січня 2016. Процитовано 1 листопада 2015.
58. ↑  У Кіровограді за назву міста можна голосувати по кілька разів  та за різними адресами(ФОТО). Інформаційний портал Кіровоградщини - Гречка - Новини Кіровоград. Архів оригіналу за 26 жовтня 2015. Процитовано 1 листопада 2015.
59. ↑  Веселі каруселі: як у Кіровограді за перейменування голосують (ВІДЕО). persha.kr.ua. Архів оригіналу за 26 жовтня 2015. Процитовано 1 листопада 2015.
60. ↑  У Кіровограді вирішили передати ВР сім версій нової назви міста та результати громадського опитування [Архівовано 24 грудня 2015 у Wayback Machine.] (Новое Время, 28.10.2015)
61. ↑  Депутати не передадуть до Верховної Ради єдиний варіант для перейменування Кіровограда. Інформаційний портал Кіровоградщини - Гречка - Новини Кіровоград. Архів оригіналу за 31 жовтня 2015. Процитовано 1 листопада 2015.
62. ↑  На сесії міськради вирішили: бути чи не бути Кіровограду Єлисаветградом. persha.kr.ua. Архів оригіналу за 20 листопада 2015. Процитовано 1 листопада 2015.
63. ↑  Нове ім'я на карті України. Біографія Марка Кропивницького. Архів оригіналу за 16 липня 2016. Процитовано 25 липня 2016.
64. ↑  Рада стерла с карты Украины Кировоград (2016-07-14). Архів оригіналу за 19 липня 2016. Процитовано 25 липня 2016.